# Robin Vanderbemden
Robin Vanderbemden (10 febbraio 1994) è un velocista belga, specializzato nei 400 metri piani e vincitore della medaglia di bronzo nella staffetta 4×400 metri ai mondiali di Doha 2019.

## Palmarès
| Anno | Manifestazione  | Sede      | Evento        | Risultato  | Prestazione | Note                                     |
| ---- | --------------- | --------- | ------------- | ---------- | ----------- | ---------------------------------------- |
| 2013 | Europei U20     | Rieti     | 200 m piani   | 8º         | 21"39       |                                          |
| 2015 | Europei U23     | Tallinn   | 400 m piani   | 8º         | 47"20       |                                          |
| 2015 | Mondiali        | Pechino   | 4×400 m       | 5º         | 3'00"24     |                                          |
| 2016 | Mondiali indoor | Portland  | 4×400 m       | 6º         | 3'09"71     |                                          |
| 2016 | Europei         | Amsterdam | 200 m piani   | Batteria   | 21"17       |                                          |
| 2016 | Europei         | Amsterdam | 4×400 m       | Oro        | 3'01"10     |                                          |
| 2017 | Europei indoor  | Belgrado  | 4×400 m       | Argento    | 3'07"80     |                                          |
| 2017 | Mondiali        | Londra    | 4×400 m       | 4º         | 3'00"04     |                                          |
| 2018 | Europei         | Berlino   | 200 m piani   | Semifinale | 20"62       |                                          |
| 2018 | Europei         | Berlino   | 4×400 m       | Oro        | 2'59"47     |                                          |
| 2019 | World Relays    | Yokohama  | 4×400 m       | Bronzo     | 3'02"70     | Miglior prestazione personale stagionale |
| 2019 | Mondiali        | Doha      | 4×400 m       | Bronzo     | 2'58"78     | Miglior prestazione personale stagionale |
| 2019 | Mondiali        | Doha      | 4×400 m mista | 6º         | 3'14"22     |                                          |
| 2021 | World Relays    | Chorzów   | 4×400 m       | 8º         | 3'10"74     |                                          |
| 2021 | Giochi olimpici | Tokyo     | 200 m piani   | Semifinale | 21"00       |                                          |
| 2022 | Europei         | Monaco    | 200 m piani   | Batteria   | 20"90       |                                          |
| 2022 | Europei         | Monaco    | 4×100 m       | 6º         | 39"01       |                                          |
| 2023 | Mondiali        | Budapest  | 4×400 m       | Batteria   | 3'00"33     |                                          |
| 2023 | Mondiali        | Budapest  | 4×400 m mista | 5º         | 3'13"83     |                                          |
| 2024 | World Relays    | Nassau    | 4x400 m       | Bronzo     | 3'01"16     |                                          |
| 2024 | Europei         | Roma      | 4x400 m       | Oro        | 2'59"84     | Miglior prestazione europea stagionale   |
| 2025 | World Relays    | Guangzhou | 4x400 m       | Argento    | 2'58"19     |                                          |